# Love Will Save the Day
Love Will Save the Day is een nummer van de Amerikaanse zangeres Whitney Houston. Het is de vijfde single van haar tweede studioalbum Whitney uit 1987. Op 5 juli 1988 werd het nummer op single uitgebracht.

## Achtergrond
De plaat werd een hit in Noord-Amerika en West-Europa. In thuisland de Verenigde Staten bereikte de plaat de 9e positie in de Billboard Hot 100. In Canada werd de 8e positie bereikt, in Australië de 84e, Duitsland de 37e, Frankrijk de 7e, Ierland de 8e en in het Verenigd Koninkrijk de 10e positie in de UK Singles Chart.
In Nederland werd de plaat regelmatig gedraaid op Radio 3 en werd een hit in de destijds twee hitlijsten op de nationale publieke popzender. De plaat bereikte 6e positie in zowel de Nederlandse Top 40 als de Nationale Hitparade Top 100.
In België bereikte de plaat de  7e positie in de Vlaamse Ultratop 50 en de 8e positie in de Vlaamse Radio 2 Top 30.